# Lichtenhain (Sebnitz)
Lichtenhain je vesnice, místní část velkého okresního města Sebnitz v německé spolkové zemi Sasko. Nachází se v zemském okrese Saské Švýcarsko-Východní Krušné hory a má 518 obyvatel. Od roku 1963 se koná každoročně Lichtenhainer Blumenfest (Lichtenhainská květinová slavnost).

## Historie
První písemná zmínka o vsi pochází z roku 1409. V průběhu 15. století měl již Lichtenhain vlastní kostel, který měl filiálku v Bad Schandau. V roce 1974 byly k tehdy samostatné obci připojeny sousední vesnice Altendorf a Mittelndorf. Obec Lichtenhain se 1. března 1994 sloučila se Saupsdorfem a Ottendorfem do nové obce Kirnitzschtal. Ta existovala až do 1. října 2012, kdy byla začleněna do velkého okresního města Sebnitz.

## Geografie
Lichtenhain leží v národním parku Saské Švýcarsko. Vesnicí protékají říčky Sebnice a Křinice. Podél řeky se rozkládá evropsky významná lokalita Lachsbach- und Sebnitztal. Nejbližší železniční stanicí je Ulbersdorf na trati Budyšín – Bad Schandau. U Lichtenhainského vodopádu končí tramvajová trať Kirnitzschtalbahn začínající v Bad Schandau.

## Pamětihodnosti
- barokní vesnický kostel z let 1697–1698
- Lichtenhainský vodopád
- klasicistní márnice z roku 1871